# Barocco
Barocco je francouzský hraný film z roku 1976, který  režíroval André Téchiné. V thrilleru hraje dvojroli Gérard Depardieu. Film byl nominován na devět Césarů, získal však jen tři. Snímek měl světovou premiéru na filmovém festivalu v Paříži dne 19. listopadu 1976.

## Děj
Během voleb se Waltovy noviny snaží zdiskreditovat socialistického kandidáta údajným homosexuálním románkem s boxerem Samsonem. Walt získá podporu od skupiny, která nabídne Samsonovi peníze. Kandidátská strana se o tom ale dozví a zaplatí mu stejnou částku, aby mlčel, a aby mohl opustit zemi se svou přítelkyní Laure, která ho s ohledem na finanční zisk přiměla k tomuto jednání. Na nádraží mu v tom ale zabrání nájemný vrah skupiny. Chce od něj peníze zpět, které ale Samson nemá a tak ho zastřelí.
Laure schovala peníze, které vrah hledá. Ten ji vystopuje, aby je získal zpět. Vzhledem k tomu, že vrah je hodně podobný Samsonovi, Laure se do něj postupně  zamiluje. Vrah její lásku opětuje a dívka se mu snaží pomoci utéct. Vrah neměl Samsona zabít, ale pouze mu zabránit v opuštění země, proto po něm jeho klient Gauthier nechá pátrat. Oba chtějí zemi opustit na osobní lodi, na kterou nastoupí i vydavatel novin Walt. Finále se odehrává v docích. Walt je zastřelen odstřelovačem, Laure a její nový milenec, který se skrýval, rychle nastoupí na loď.

## Obsazení
| Isabelle Adjaniová  | Laure                  |
| Gérard Depardieu    | Samson / Samsonův vrah |
| Marie-France Pisier | Nelly                  |
| Jean-Claude Brialy  | Walt                   |
| Julien Guiomar      | Gauthier               |
| Claude Brasseur     | Jules                  |

## Ocenění
Téchinéův film byl velkým favoritem na udílení cen César v roce 1977 a vedl s devíti nominacemi. Barocco však v důležitých kategoriích nejlepší film a nejlepší režie prohrál s dramatem Josepha Loseyho Pan Klein. Oceněn byl v kategoriích nejlepší herečka ve vedlejší roli (Marie-France Pisier, která získala cenu i v předchozím ročníku), nejlepší kamera (Bruno Nuytten) a nejlepší filmová hudba (Philippe Sarde). Další nominace pro Isabelle Adjani jako nejlepší herečku získala Annie Girardotová (za film Nejcennější co mám), nejlepší střih (Claudine Merlin), nejlepší zvuk (Paul Lainé) a nejlepší výprava (Ferdinando Scarfiotti) nebyly proměněny.